# Chełmża
Chełmża (Duits: Kulmsee) is een stad in het Poolse woiwodschap Koejavië-Pommeren, gelegen in de powiat Toruński en gemeente Chełmża. De oppervlakte bedraagt 7,83 km², het inwonertal 15.297 (2005).
De stad was de zetel van het bisdom Kulm (Diecezja Chełmińska) van 1246 tot de verhuizing in 1824 naar Pelplin. Wikbold Dobbelstein was bisschop van Kulm van 1363 tot 1385.

## Verkeer en vervoer
- Station Chełmża

## Geboren
- Andrzej Mierzejewski (1960), wielrenner
- Michał Kwiatkowski (1990), wielrenner

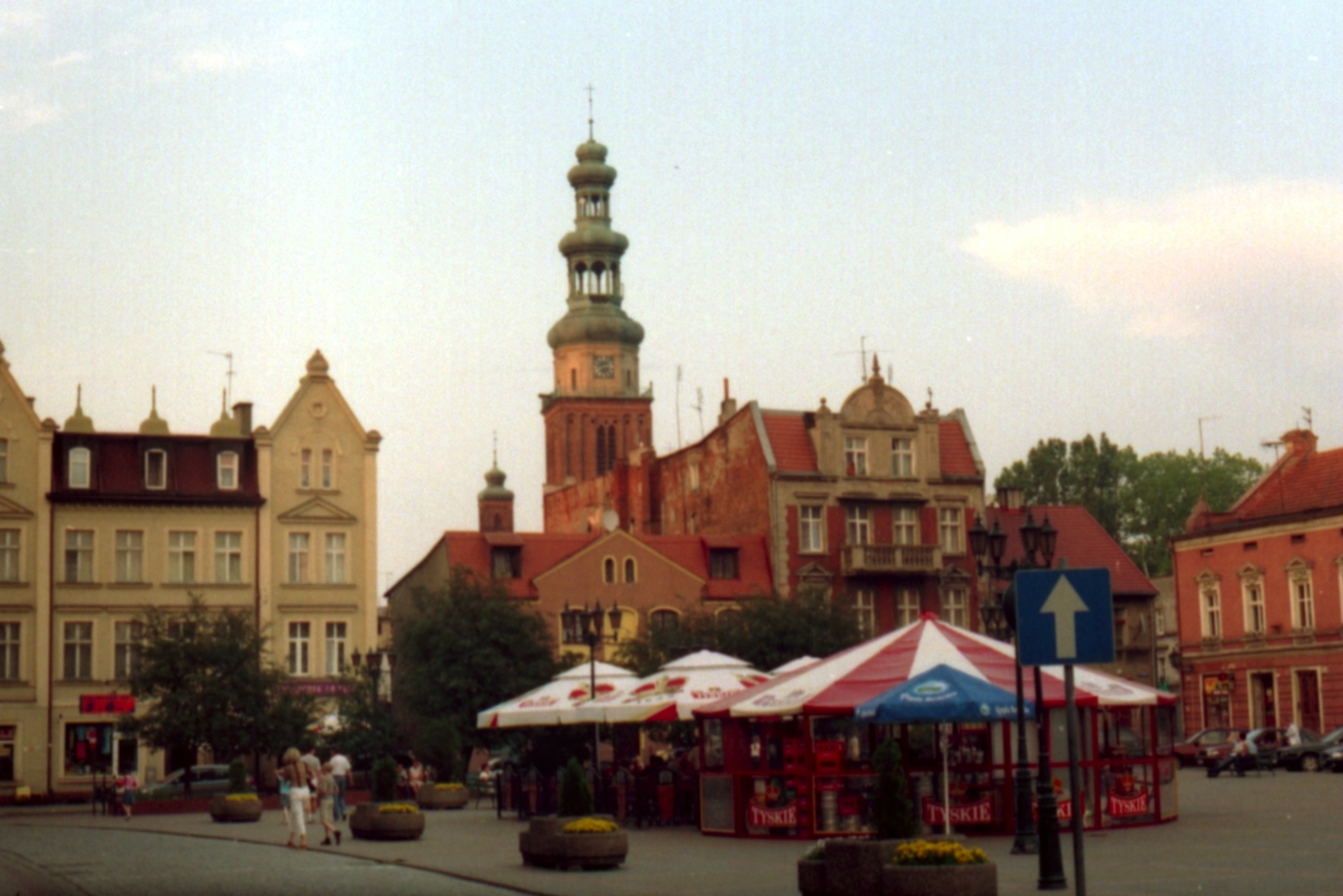
Markt Chełmża

Stadsdistricten:
Bydgoszcz · Grudziądz · Toruń · Włocławek

Districten:
Aleksandrów · Brodnica · Bydgoszcz · Chełmno · Golub-Dobrzyń · Grudziądz · Inowrocław · Lipno · Mogilno · Nakło · Radziejów · Rypin · Sępólno · Świecie · Toruń · Tuchola · Wąbrzeźno · Włocławek · Żnin

Grootste steden:
Brodnica · Bydgoszcz · Chełmno · Chełmża · Grudziądz · Inowrocław · Nakło nad Notecią · Rypin · Solec Kujawski · Świecie · Toruń · Włocławek